# Belkhir (délégation)
Belkhir est une délégation tunisienne dépendant du gouvernorat de Gafsa.
En 2004, elle compte 15 159 habitants dont 7 121 hommes et 8 038 femmes répartis dans 2 913 ménages et 3 068 logements.